# Kanton Beaugency
Der Kanton Beaugency ist seit 1790 ein französischer Wahlkreis im Arrondissement Orléans, im Département Loiret und in der Region Centre-Val de Loire; sein Hauptort ist Beaugency. Im Zuge der französischen Kantonsreform 2015 wurde der Kanton von sieben auf 13 Gemeinden vergrößert.

## Gemeinden
Der Kanton besteht aus 13 Gemeinden mit insgesamt 27.064 Einwohnern (Stand: 1. Januar 2022) auf einer Gesamtfläche von 309,95 km²:
| Gemeinde           | Einwohner 1. Januar 2022 | Fläche km² | Dichte Einw./km² | Code INSEE | Postleitzahl |
| ------------------ | ------------------------ | ---------- | ---------------- | ---------- | ------------ |
| Baccon             | 643                      | 33,02      | 19               | 45019      | 45130        |
| Baule              | 2.005                    | 12,11      | 166              | 45024      | 45130        |
| Beaugency          | 7.811                    | 16,45      | 475              | 45028      | 45190        |
| Cléry-Saint-André  | 3.540                    | 18,13      | 195              | 45098      | 45370        |
| Cravant            | 951                      | 33,91      | 28               | 45116      | 45190        |
| Dry                | 1.414                    | 22,64      | 62               | 45130      | 45370        |
| Jouy-le-Potier     | 1.631                    | 50,40      | 32               | 45175      | 45370        |
| Lailly-en-Val      | 3.100                    | 45,61      | 68               | 45179      | 45740        |
| Mareau-aux-Prés    | 1.669                    | 13,34      | 125              | 45196      | 45370        |
| Messas             | 1.029                    | 5,21       | 198              | 45202      | 45190        |
| Mézières-lez-Cléry | 857                      | 27,01      | 32               | 45204      | 45370        |
| Tavers             | 1.338                    | 22,62      | 59               | 45317      | 45190        |
| Villorceau         | 1.076                    | 9,50       | 113              | 45344      | 45190        |
| Kanton Beaugency   | 27.064                   | 309,95     | 87               | 4501       | –            |

Bis zur landesweiten Neuordnung der französischen Kantone im März 2015 gehörten zum Kanton Beaugency die sieben Gemeinden Baule, Beaugency, Cravant, Lailly-en-Val, Messas, Tavers und Villorceau. Sein Zuschnitt entsprach einer Fläche von 145,41 km2. Er besaß vor 2015 einen anderen INSEE-Code als heute, nämlich 4502.

## Bevölkerungsentwicklung
| 1962  | 1968   | 1975   | 1982   | 1990   | 1999   | 2006   | 2011   |
| ----- | ------ | ------ | ------ | ------ | ------ | ------ | ------ |
| 9.010 | 12.273 | 11.520 | 13.467 | 14.081 | 14.913 | 16.049 | 16.653 |